# AB III
Albums de Alter Bridge
Blackbird
(2007) Fortress
(2013)
Singles
1. Isolation
Sortie : 26 septembre 2010
2. I Know It Hurts
Sortie : 21 janvier 2011 ()
3. Ghost of Days Gone By
Sortie : 18 avril 2011 ()
4. Wonderful Life
Sortie : 5 juin 2011 ()
5. Life Must Go On
Sortie : 28 novembre 2011 ()

AB III est le troisième album du groupe américain Alter Bridge, sorti le 8 octobre 2010.
Produit par Michael "Elvis" Baskette (en), l'album est différent des deux premiers albums du groupe au niveau des paroles car il s'agit d'un album concept traitant de thèmes plus sombres, de la lutte contre la foi et musicalement, le son est plus dynamique et progressif. AB III est également le premier album d'Alter Bridge à être publié chez Roadrunner Records, ce qui en fait le troisième album consécutif du groupe à être publié chez un label différent. L'album sortit sous le label de Roadrunner partout dans le monde excepté en Amérique du Nord, où il fut auto-produit chez Alter Bridge Recordings, une filiale de Capitol Records.
Le premier single de l'album, Isolation, est sorti le 26 septembre 2010 au Royaume-Uni et le 9 novembre 2010 aux États-Unis. L'album est certifié disque d'argent par la British Phonographic Industry, la même certification que le dernier album Blackbird.

## Historique

### Écriture et enregistrement
AB III est écrit durant les années 2008 et 2009, mais les chansons ont été dans la généralité rapidement arrangées. Pour l'agencement et le processus d'enregistrement de l'album, le chanteur Myles Kennedy déclare que la création de AB III était différente de celle du précédent album, Blackbird, parce que le groupe a eu environ six semaines pour mettre en place la musique ensemble avant de commencer à travailler avec leur producteur, Michael Baskette. Kennedy dit : « Je pense que l'on a effectivement bien travaillé, parce que c'est un enregistrement très spontané ».
Le 21 juin 2010, le groupe annonce que l'enregistrement, le mixage et le mastering de l'album sont terminés, et tout ce qu'il reste à choisir sont le titre officiel de l'album, les titres des chansons, la liste des pistes, et la pochette d'album. Le 9 août 2010, le groupe annonce que le titre final et officiel de l'album est AB III, en déclarant qu'il est « simple mais efficace ». Sur le même blog, Alter Bridge annonce chacune des chansons présentes sur le disque une à une tout au long de la journée. Plus tard en août, il confirme que AB III sera publié dans le monde hors Amérique du Nord sous le label Roadrunner Records, faisant de ce troisième album AB III, le troisième album consécutif publié par une maison de disque différente. Le même communiqué de presse confirme une date de sortie européenne pour le 11 octobre 2010. Le 6 octobre 2010 le groupe annonce que l'album est prévu en Amérique du Nord le 9 novembre 2010 sous leur propre label Alter Bridge Recordings, filiale de Capitol Records. AB III est d'abord publié en Australie et en Allemagne le 8 octobre 2010 trois ans jour pour jour après la sortie de leur album précédent Blackbird.
Les chansons Zero et Home sont incluses sur la version américaine en tant que chansons bonus. La version Japonaise contient quant à elle une chanson bonus nommée Never Born to Follow.
Le 25 octobre 2011 le groupe sort une édition spéciale nommée AB III.5 qui inclut les trois pistes bonus ainsi qu'un documentaire d'une heure intitulé One By One.

## Analyse musicale
AB III est initialement décrit par le groupe comme étant très sombre, lourd et dynamique. Au niveau des paroles, l'album montre un changement radical par rapport aux deux précédents, One Day Remains et Blackbird, en termes de sujets abordés. Il s'agit d'un album concept, une première pour Alter Bridge. AB III parle d'un personnage « luttant désespérément pour trouver sa place dans un monde riche de doute et de vacuité », tandis que les deux autres albums étaient principalement axés sur des thèmes d'« espoir et de persévérance face à l'adversité ». Kennedy dit que l'album « touche sur les pensées et les émotions de quelqu'un qui se remet en question sur tout ce qui était autrefois considéré comme une vérité absolue » et que c'est sur « la prise de conscience que tout ce que vous croyez pourrait ne pas exister ». Cependant, sur AB III, il y a des chansons qui touchent sur d'autres émotions comme Wonderful Life, une chanson que Myles Kennedy revendique comme étant « une chanson très émotive à mettre en place, qui lui a pris du temps ». Il ajoute ensuite que « les paroles sont inspirées par l'idée qu'il viendra un jour où nous devons tous dire au revoir à ceux que nous aimons et que nous chérissons dans nos cœurs. En gros, je me suis demandé ce que je voudrais dire à ce moment final, ce dernier au revoir. ».
L'enregistrement est aussi beaucoup plus complexe, progressif et dynamique que leurs deux premiers albums. Il est même décrit comme metal progressif dans certaines critiques.

## Parution et accueil

### Accueil critique
AB III reçoit des critiques élogieuses. Rob Laing de MusicRadar (en) l'a apprécié et nommé « un des albums de guitare de l'année ». Claudia Falzone de Outune.net, un site de musique italien, salue également AB III en disant qu'il « révèle un autre côté imprévisible » d'Alter Bridge mais qu'à cause de cela, « le premier fan ne pourrait pas apprécier ce disque immédiatement » et que pour l'album « il faudra plus d'une ou deux écoutes pour l'apprécier et le comprendre au mieux ». Petra Whiteley de Reflections of Darkness définit AB III comme un album « impressionnant » et un album « à ne pas rater », Petra déclare aussi que « la musicalité de cet album est totalement perfectionnée à l'excellence ». Elle fait également l'éloge du groupe en disant qu '« ils sont plus intéressés de faire de la musique pour l'authenticité de leur art et l'intégrité, qui sont plus importants pour eux que le côté commercial ». Elle dit également plus loin qu'Alter Bridge « ira loin et ne doit pas être mis de côté ». Rick Florino de Artistdirect donne à l'album une critique extrêmement positive et une note parfaite de 5 sur 5. Il dit que c'est « l'un des meilleurs albums de rock de l'année 2010 » et l'a qualifié de « chef-d'œuvre tentaculaire qui illumine ô combien brillant ce groupe est vraiment. ». Il développe ce sujet dans une interview avec Myles Kennedy en nommant l'album « tout ce la musique rock du XXIe siècle devrait être » et dit qu'il va « établir ce groupe parmi les plus importants dans le genre ». Entertainment Focus émet également une critique positive envers l'album disant que « dans l'ensemble c'est un excellent album du groupe qui les voit tous pas à pas monter d'un cran ». Cependant, le critique note que AB III « teste certains auditeurs » et que « les fans des deux albums précédents peuvent trouver celui-ci un peu plus difficile à digérer ». The Contrapuntist défini AB III comme « un énorme succès et peut-être le meilleur album de hard rock de l'année ». Ultimate Guitar cite AB III un des dix meilleurs albums de l'année 2010. Cependant toutes les critiques ne sont pas entièrement positives. La critique de Type 3 Media dit que « globalement AB III est une bonne réussite mais il ne fait pas long feu par rapport aux précédents albums sortis par Alter Bridge ».

### Classements et certifications
| Classement (2010)                 | Meilleure position |
| --------------------------------- | ------------------ |
| Allemagne (Media Control AG)      | 18                 |
| Australie (ARIA)                  | 35                 |
| Autriche (Ö3 Austria Top 40)      | 15                 |
| Écosse (OCC)                      | 6                  |
| États-Unis (Billboard 200)        | 17                 |
| Irlande (IRMA)                    | 66                 |
| Italie (FIMI)                     | 83                 |
| Pays-Bas (Mega Album Top 100)     | 20                 |
| Royaume-Uni (UK Albums Chart)     | 9                  |
| Royaume-Uni (Rock & Metal Albums) | 1                  |
| Suède (Sverigetopplistan)         | 45                 |
| Suisse (Schweizer Hitparade)      | 15                 |

| Pays        | Compagnie | Certification |
| ----------- | --------- | ------------- |
| Royaume-Uni | BPI       | Argent        |

## Fiche Technique

### Liste des chansons
Toutes les chansons sont écrites et composées par Alter Bridge.
| 1.    | Slip to the Void              | 4:52 |
| 2.    | Isolation                     | 4:13 |
| 3.    | Ghost of Days Gone By         | 4:25 |
| 4.    | All Hope Is Gone              | 4:48 |
| 5.    | Still Remains                 | 4:45 |
| 6.    | Make It Right                 | 4:15 |
| 7.    | Wonderful Life                | 5:19 |
| 8.    | I Know It Hurts               | 3:55 |
| 9.    | Show Me a Sign                | 5:57 |
| 10.   | Fallout                       | 4:21 |
| 11.   | Breathe Again                 | 4:22 |
| 12.   | Coeur d'Alene                 | 4:31 |
| 13.   | Life Must Go On               | 4:32 |
| 14.   | Words Darker Than Their Wings | 5:24 |
| 66:07 |                               |      |

| Édition États-Unis | Édition États-Unis | Édition États-Unis | Édition États-Unis | Édition États-Unis | Édition États-Unis | Édition États-Unis | Édition États-Unis | Édition États-Unis | Édition États-Unis |
| No                 | Titre              | Auteur             | Durée              |                    |                    |                    |                    |                    |                    |
| ------------------ | ------------------ | ------------------ | ------------------ | ------------------ | ------------------ | ------------------ | ------------------ | ------------------ | ------------------ |
| 15.                | Zero               |                    | 4:39               |                    |                    |                    |                    |                    |                    |
| 16.                | Home               |                    | 3:29               |                    |                    |                    |                    |                    |                    |
| 73:48              |                    |                    |                    |                    |                    |                    |                    |                    |                    |

| Édition Japonaise | Édition Japonaise    | Édition Japonaise | Édition Japonaise | Édition Japonaise | Édition Japonaise | Édition Japonaise | Édition Japonaise | Édition Japonaise | Édition Japonaise |
| No                | Titre                | Auteur            | Durée             |                   |                   |                   |                   |                   |                   |
| ----------------- | -------------------- | ----------------- | ----------------- | ----------------- | ----------------- | ----------------- | ----------------- | ----------------- | ----------------- |
| 15.               | Never Born to Follow |                   | 4:06              |                   |                   |                   |                   |                   |                   |
| 70:13             |                      |                   |                   |                   |                   |                   |                   |                   |                   |

| AB III.5 (Édition spéciale) | AB III.5 (Édition spéciale) | AB III.5 (Édition spéciale) | AB III.5 (Édition spéciale) | AB III.5 (Édition spéciale) | AB III.5 (Édition spéciale) | AB III.5 (Édition spéciale) | AB III.5 (Édition spéciale) | AB III.5 (Édition spéciale) | AB III.5 (Édition spéciale) |
| No                          | Titre                       | Auteur                      | Durée                       |                             |                             |                             |                             |                             |                             |
| --------------------------- | --------------------------- | --------------------------- | --------------------------- | --------------------------- | --------------------------- | --------------------------- | --------------------------- | --------------------------- | --------------------------- |
| 15.                         | Zero                        |                             | 4:39                        |                             |                             |                             |                             |                             |                             |
| 16.                         | Home                        |                             | 3:29                        |                             |                             |                             |                             |                             |                             |
| 17.                         | Never Born to Follow        |                             | 4:06                        |                             |                             |                             |                             |                             |                             |
| 78:22                       |                             |                             |                             |                             |                             |                             |                             |                             |                             |

### Interprètes
| Alter Bridge - Myles Kennedy - chant, guitare, guitare rythmique - Mark Tremonti - guitare, guitare rythmique, chœurs, chant avec Mark Tremonti sur Words Darker Than Their Wings - Brian Marshall - basse - Scott Phillips - batterie | Musiciens supplémentaires - Michael "Elvis" Baskette - Arrangement de cordes - Dave Holdredge - Arrangement de cordes |

### Équipe de production
- Michael "Elvis" Baskette - producteur
- Dave Holdredge - ingénieur
- Brian Sperber - mixage
- Ted Jensen - mastering
- Daniel Tremonti - artwork
- Jef Moll - montage numérique
- Tony Adams - technicien